# 义窑窑址
义窑窑址，是中国福建省福州市闽清县一个面积较大、保护比较完整的古窑址，主要分布在东桥镇大箬村、义由村，使用龙窑作为窑炉，主产青瓷和白瓷。闽清义窑是福建省宋元时期青白瓷的最大窑址。
该窑址群散布在方圆10多公里的范围内，规模庞大，但闽清历史上从未有制瓷的记载文献，乾隆年间出版的《闽清县志》更称闽清“不产瓷器”。1980年代被发现后，于1985年入选第三批闽清县文物保护单位，1991年4月被公布为第三批福建省文物保护单位，类型为古遗址，历史年代为宋代至清代:347。2006年在连江县东洛岛的元代沉船中发现了大量义窑产出的瓷器，日本也有义窑产的青瓷产品，澎湖列岛、中国南海乃至非洲海域都有义窑瓷器出土。